# Montes (Comarca)
Die Comarca Montes ist eine der sieben Comarcas in der Provinz Ciudad Real der autonomen Gemeinschaft Kastilien-La Mancha.
Sie umfasst 15 Gemeinden auf einer Fläche von 3.651,58 km² mit dem Hauptort Malagón.

## Gemeinden
| Gemeinde              | Einwohner (2024) | Fläche km² | Dichte Einw./km² | Cod INE | Postleitzahl |
| --------------------- | ---------------- | ---------- | ---------------- | ------- | ------------ |
| Alcoba                | 567              | 307,10     | 2                | 13006   | 13116        |
| Arroba de los Montes  | 406              | 61,70      | 7                | 13021   | 13193        |
| Los Cortijos          | 847              | 94,89      | 9                | 13036   | 13427        |
| Fontanarejo           | 233              | 76,95      | 3                | 13041   | 13193        |
| Fuente el Fresno      | 3.047            | 119,46     | 26               | 13044   | 13680        |
| Horcajo de los Montes | 795              | 208,44     | 4                | 13049   | 13110        |
| Luciana               | 360              | 113,84     | 3                | 13051   | 13108        |
| Malagón               | 7.754            | 364,80     | 21               | 13052   | 13420        |
| Navalpino             | 195              | 196,33     | 1                | 13059   | 13193        |
| Navas de Estena       | 282              | 146,54     | 2                | 13060   | 13194        |
| Piedrabuena           | 4.345            | 565,36     | 8                | 13063   | 13100        |
| Porzuna               | 3.516            | 211,90     | 17               | 13065   | 13120        |
| Puebla de Don Rodrigo | 1.137            | 424,87     | 3                | 13068   | 13109        |
| Retuerta del Bullaque | 867              | 653,90     | 1                | 13072   | 13194        |
| El Robledo            | 1.049            | 105,50     | 10               | 13901   | 13114        |
| Comarca Montes        | 25.400           | 3.651,58   | 7                | –       | –            |